# Ca la Sigalota
Ca la Sigalota és una casa eclèctica de Portbou (Alt Empordà) inclosa a l'Inventari del Patrimoni Arquitectònic de Catalunya.

## Descripció
Situat dins del nucli urbà de la població de Portbou, al bell mig del terme, al carrer Méndez Núñez.
Edifici entre mitgeres de planta rectangular, amb teulada d'un sol vessant a la part posterior de la coberta i terrat davanter. Està distribuït en planta baixa i tres pisos, tot i que el superi or probablement respongui a una ampliació posterior a la construcció original. Totes les obertures de l'edifici són rectangulars, algunes amb els emmarcaments d'obra en relleu i d'altres arrebossats. La planta baixa presenta un portal d'accés central amb guardapols superior motllurat, sostingut per dues mènsules laterals estriades i una clau central gravada amb la data 1886. Aquest guardapols empalma amb una cornisa motllurada que ressegueix la línia divisòria entre la planta baixa i el primer pis, decorada amb un fris estriat situat a la part inferior. A banda i banda del portal hi ha dues finestres amb l'emmarcament en relleu arrebossat. Al primer pis hi ha una finestra central geminada de la que destaca l'ampit i dos finestrals laterals, totes tres obertures protegides amb guardapols motllurats sostinguts per mènsules estriades. Les obertures laterals tenen sortida a dos balcons exempts que presenten les llosanes sostingudes per grans mènsules també estriades, i baranes de ferro treballat. La segona planta presenta tres finestrals amb guardapols decorats amb motius vegetals, que tenen sortida a un gran balcó corregut amb barana de ferro treballat. Aquest nivell està rematat per una cornisa motllurada decorada, sota la qual es conserven els antics forats de ventilació de la coberta original. Al pis superior només hi ha tres senzilles finestres, i es tanca mitjançant una cornisa motllurada damunt la que s'assenta la barana d'obra del terrat.
La construcció presenta els paraments arrebossats i pintats, tot i que els dos nivells inferiors imiten un encoixinat.

## Història
Segons el fons documental del COAC, es tracta d'una construcció realitzada vers el 1886, tal com ho testimonia l'any que es troba inscrit a la llinda de la porta principal.